# Chivres
Chivres település Franciaországban, Côte-d’Or megyében. Lakosainak száma 275 fő (2022. január 1.). Chivres Labergement-lès-Seurre, Trugny, Charnay-lès-Chalon, Écuelles, Mont-lès-Seurre és Palleau községekkel határos.

## Népesség
A település népességének változása:
| Lakosok száma | 240  | 224  | 195  | 237  | 275  | 290  | 299  | 304  | 294  | 275  |
|               | 1968 | 1982 | 1990 | 2006 | 2013 | 2015 | 2017 | 2019 | 2020 | 2022 |